# Granger (Texas)
Granger es una ciudad ubicada en el condado de Williamson en el estado estadounidense de Texas. En el Censo de 2010 tenía una población de 1.419 habitantes y una densidad poblacional de 820,18 personas por km².

## Geografía
Granger se encuentra ubicada en las coordenadas 30°43′6″N 97°26′28″O / 30.71833, -97.44111. Según la Oficina del Censo de los Estados Unidos, Granger tiene una superficie total de 1.73 km², de la cual 1.73 km² corresponden a tierra firme y (0.15%) 0 km² es agua.

## Demografía
Según el censo de 2010, había 1.419 personas residiendo en Granger. La densidad de población era de 820,18 hab./km². De los 1.419 habitantes, Granger estaba compuesto por el 77.45% blancos, el 6.98% eran afroamericanos, el 0.63% eran amerindios, el 0.49% eran asiáticos, el 0% eran isleños del Pacífico, el 11.13% eran de otras razas y el 3.31% pertenecían a dos o más razas. Del total de la población el 33.12% eran hispanos o latinos de cualquier raza.